# 植原悦二郎
植原 悦二郎（うえはら えつじろう、旧字体：植原 悅二郞、1877年（明治10年）5月15日 - 1962年（昭和37年）12月2日）は、日本の政治家・政治学者。位階は正三位、勲等は勲一等。国務大臣・内務大臣。

## 来歴
長野県南安曇郡明盛村（現・安曇野市）生まれ。3歳の時に生家が没落し、豊科高等小学校卒業後、製糸工場での女工の検番、横浜税関勤務を経て、1899年（明治32年）渡米。学校で給仕として働きながらハイスクールを出て、週刊紙『日米商報』を発行しながら、1907年（明治40年）ワシントン州立大学を卒業。ワシントン大学ではジョン・アレン・スミスの政治経済、ウイリアム・
セーボリーの哲学などを学んだ。さらに同年ロンドン大学大学院に進み、1910年（明治43年）に修了して政治経済学の博士号を取得した。
翌年に帰国後は明治大学教授、立教大学教授、東京高等工業学校講師を歴任し、政治学や比較憲法論、社会学等を講じていた。吉野作造の民本主義に対し、天皇には統治権はあるが、主権は国民に存するとする国民主権論を大胆に主張、急進的な大正デモクラットとして言論活動を展開した。1917年（大正6年）犬養毅の要請に応えて第13回総選挙に立憲国民党公認で旧長野全県区から立候補し当選。以後当選13回を数える。普選実現に尽力しながら、犬養に従って革新倶楽部→立憲政友会と移籍する。1924年（大正13年）加藤高明内閣で逓信参与官、1926年（大正15年）田中義一内閣で外務参与官に就任。1932年（昭和7年）から1936年（昭和11年）にかけては衆議院副議長を務めた。1939年（昭和14年）の政友会分裂に際しては鳩山一郎・久原房之助らとともに正統派（久原派）に属した。
大政翼賛会には批判的な立場を取り、1941年（昭和16年）11月10日には鳩山・尾崎行雄らと反翼賛会の「同交会」を結成。1942年（昭和17年）の翼賛選挙には落選した。翌1943年（昭和18年）の東京都発足直後の東京都会議員選挙に立候補したが、落選した。戦後は鳩山・芦田均・安藤正純らと日本自由党の結成に参画。1946年（昭和21年）の第22回総選挙で政界復帰。総選挙後の第1次吉田内閣の国務大臣として入閣する。日本国憲法の公布書に署名する。改造後は内務大臣。炭鉱国管疑獄では、1948年（昭和23年）衆議院不当財産取引調査委員会に証人喚問されている。
剛直なリベラリストとして知られたが、戦時中の予算委員会で東郷茂徳外務大臣の「戦争を早期に終結して和平に導くのが外務大臣の職務」の答弁に対して「敵を撃滅するのが戦争の目的なのに講和の準備をするとは何事か」とこれを糾弾した。また新憲法の第9条については「独立国でありながら軍隊が持てないのはおかしい」という明快な見解で、同じく国務大臣の斎藤隆夫とともに閣内で強く反対した。
1955年（昭和30年）4月、アジア・アフリカ会議（バンドン）の日本代表団の一員として衆議院より派遣。1961年（昭和36年）7月、沖縄と台湾を訪問し、台湾で蔣介石総統と会見した。
1962年（昭和37年）12月2日、高血圧性動脈硬化症のため、死去した。85歳没。同月4日、特旨を以て位四級を追陞され、正五位勲二等から正三位勲一等に叙され、旭日大綬章を追贈された。戒名は「宏順院法毅日悦大居士」。葬儀は12月7日に自由民主党葬で行われた。墓所は青山霊園(1ロ-8-1)。

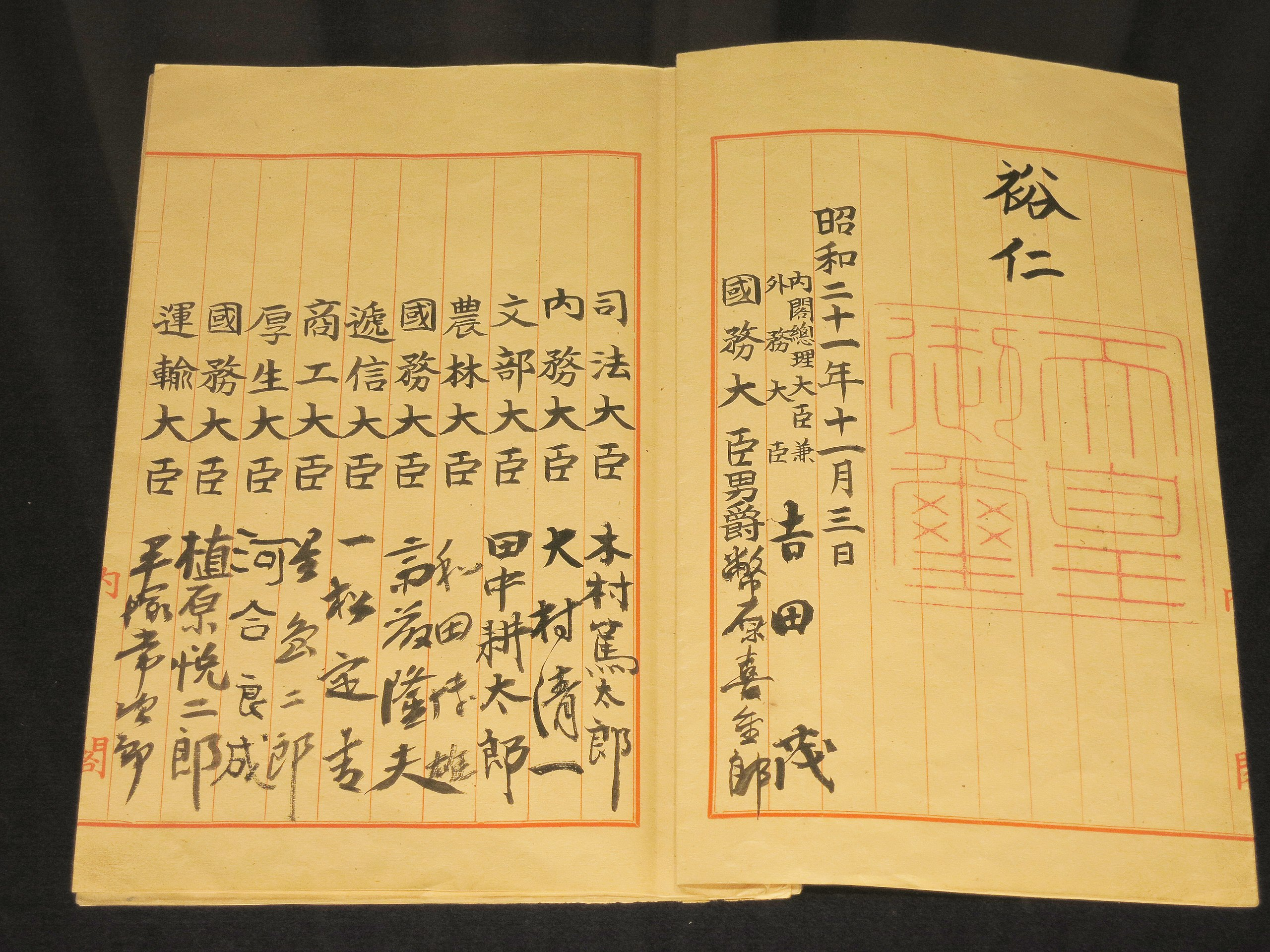
日本國憲法 公布書 署名

## 著作
- 『通俗立憲代議政体論』博文館刊（1912年発行）
- 『日本民権発達史』政教社刊（1916年発行）
- 『憲政の進路：三政党宣言及び党首演説の解剖と憲法の真義』政教社刊（1917年発行）
- 『犬飼毅とロイド・ジョージ』猶興社刊（1921年発行）
- 『デモクラシイと日本の改造』中外印刷工業刊（1923年発行）
- 『支那みやげと普選に直面せんとする私』植原悦二郎刊（1926年2月発行）
- 『支那現状の解剖』東海道書店刊（1928年発行）
- 『経済的破滅か振興か』植原悦二郎刊（1930年発行）
- 『帝国内外の情勢』植原悦二郎刊（1934年発行）
- 『最近の国際情勢』東洋経済出版部刊（1939年9月発行）
- 『憲法擁護と大政翼賛会-赤化防止と議会の大論戦』皇道会本部刊（1941年発行）
- 『新生日本と民主主義』二葉書店刊（1945年発行）
- 『何故戦争を起こしたか何故負けたか-前駐日米大使グルーの東京よりの報告摘録』二葉書店刊（1945年発行）
- 『現行憲法と改正憲法』東洋経済新報社刊（1946年発行）
- 『新生日本と民主主義-憲法改正論』二葉書店（1946年発行）
- 『国会の盲点』東洋経済新報社刊（1953年発行）
- 『日本民権発達史　第1巻』日本民主協会刊（1958年発行）
- 『日本民権発達史　第2巻』日本民主協会刊（1958年発行）
- 『日本民権発達史　第3巻』日本民主協会刊（1959年発行）
- 『日本民権発達史　第4巻』日本民主協会刊（1959年発行）
- 『日本の政治はどこへ行く』日本民主協会刊（1960年発行）
- 『民主主義の議会の運営』日本民主協会刊（1960年発行）、木下広居との共著
- 『民主主義と国会と国民のありかた』日本民主協会刊（1961年発行）、木下広居との共著
- 『八十路の憶出』植原悦二郎回顧録刊公開刊（1963年発行）
- 『日本民権発達史　第5巻』日本民主協会刊（1965年発行）
- 『植原悦二郎と日本国憲法：そのリベラリストとしての実像』植原悦二郎十三回忌記念出版刊公開刊（1974年発行）

## 訳書
- ゴールズワージー・ロウズ・ディッキンソン『現代英国の産業革命』政教社刊（1920年発行）
- フランク・ヴァンダーリップ『欧州戦后の資本と労働』精文館刊（1924年発行）

## 家族
妻は彰子（津田英学塾、日本女子大国文科、米ジョージア大学卒）、長女は良枝（元旭硝子常務取締役・吉田四郎の妻）。

## 栄典
- 勲二等瑞宝章（1934年4月29日）[8]
- 旭日重光章（1940年4月29日）[8]
- 正三位勲一等旭日大綬章（1962年12月2日）[5]

## 刊行文献
- 『植原悦二郎集』「日本憲法史叢書」信山社出版、2005年。高坂邦彦・長尾龍一 編
- 高坂邦彦『植原悦二郎の国民主権論』龍鳳書房、2023年。研究